# Rhododendron praetervisum
Rhododendron praetervisum är en ljungväxtart som beskrevs av Hermann Sleumer. Rhododendron praetervisum ingår i släktet rododendron, och familjen ljungväxter. Inga underarter finns listade i Catalogue of Life.